# Immer Bäke
Die Immer Bäke ist ein Fließgewässer im niedersächsischen Landkreis Oldenburg. Sie untersteht dem Ochtumverband.

## Verlauf
Der 5 km lange Bach fließt in den Gemeinden Dötlingen und Ganderkesee. Er hat seine Quelle südöstlich vom Dötlinger Ortsteil Klattenhof. Von dort fließt er in nordöstlicher Richtung und ist streckenweise Grenzfluss zwischen den Gemeinden Dötlingen und Ganderkesee. Nordwestlich von Immer, einem Ortsteil von Ganderkesee, mündet er als rechter Nebenfluss in die Welse.

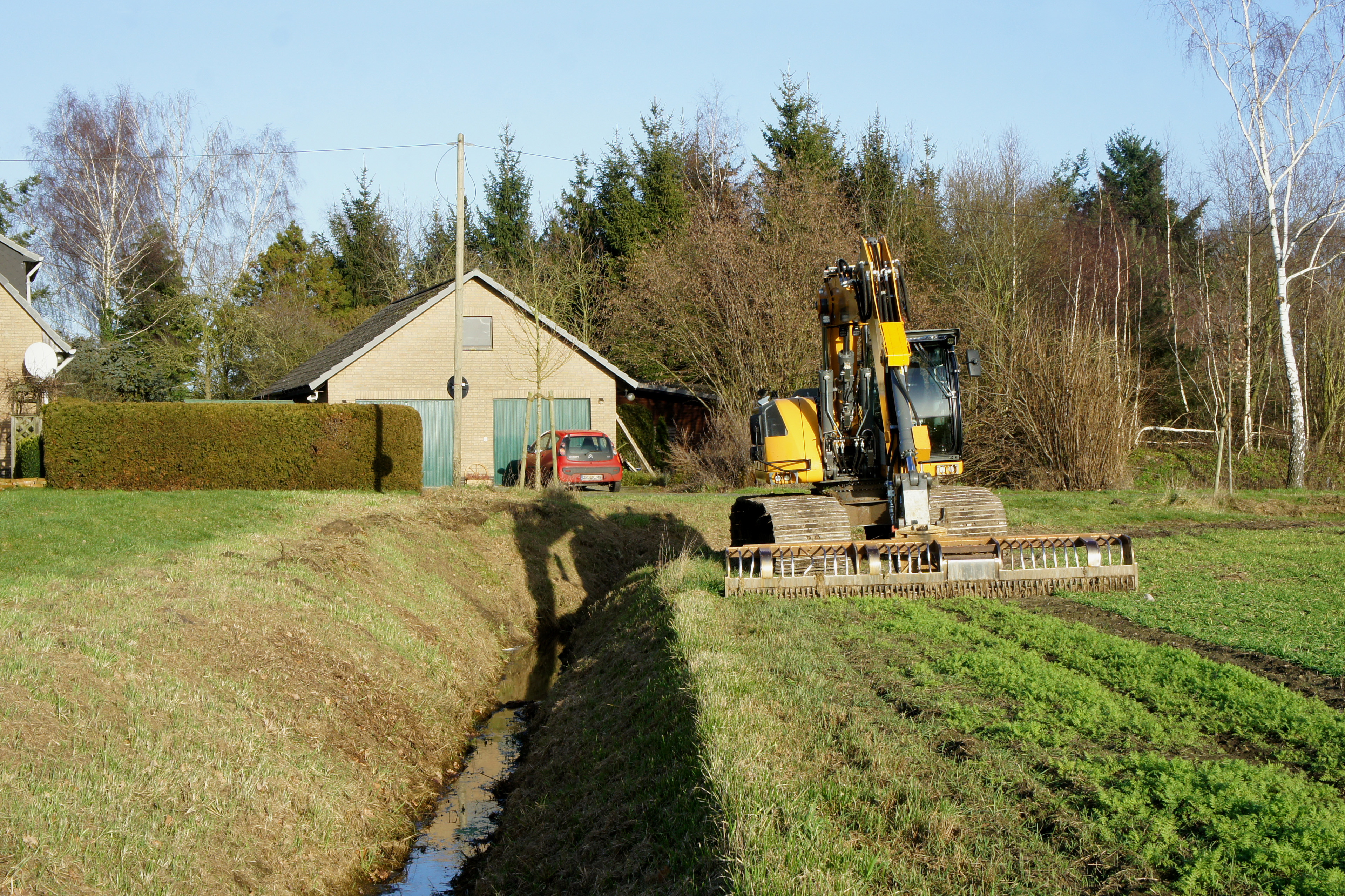
Böschungs- und Sohlenmahd an der Immer Bäke (Dezember 2019)